# Gegant de glaç
Un gegant de glaç o gegant glaçat és un planeta gegant compost principalment de substàncies més pesades que l'hidrogen i l'heli, com podrien ser l'oxigen, el carboni, el nitrogen o el sofre. Al sistema solar hi ha dos gegants glaçats, Urà i Neptú. La massa d'aquests planetes només conté un 20% d'hidrogen i heli, en contraposició als gegants gasosos Júpiter i Saturn on l'hidrogen i l'heli representen un 90% de la seva massa. Recentment, s'ha proposat l'existència d'un tercer gegant de gel anomenat provisionalment novè planeta. A la dècada dels 90 els científics s'adonaren que la composició dels gegants Urà i Neptú era diferent dels gegants gasosos, ja que en la seva formació els compostos que els constitueixen eren gels quan s'incorporaren inicialment en el planeta, això es produí directament en forma de gels o atrapats en aigua gelada. No obstant, hi ha una mica de gel sòlid en els gegants de gel actualment.

## Terminologia
El 1952, l'escriptor de ciència-ficció James Blish encunyà el terme gegant gasós per referir-se als grans planetes no tel·lúrics del sistema solar. Als 1990 en descobrir que Urà i Neptú estaven compostos d'elements més pesants que l'hidrogen i l'heli i que havia estat durant la seva formació que havien incorporat el seu material en forma de gel o gas atrapat en aigua gelada, és quan es va començar a utilitzar el terme gegant de glaç per descriure'ls.
Avui en dia, pràcticament no queda gel a Urà i Neptú. L'H₂O existeix principalment com a fluid supercrític a la temperatura i pressió que hi ha dins dels planetes.

## Formació
El model de formació dels planetes tel·lúrics i dels gegants gasosos és relativament simple i presenta força consens. Els planetes tel·lúrics dels sistema sola s'haurien format gràcies a l'acumulació de matèria de planetessimals per col·lisió dins el disc protoplanetari. Els gegants gasosos es pensa que es formaren a partir d'un nucli rocós d'unes 10 vegades la massa de la Terra i posteriorment s'hauria acretat la cobertura gasosa a partir de la nebulosa solar que els envoltava durant un procés de milions d'anys.
No obstant la formació d'Urà i Neptú seguint un procés similar presenta més problemes. La velocitat d'escapament dels petits protoplanetes d'unes 20 UA del centre del sistema solar hauria estat comparable a les seves velocitats relatives. Aquests cossos creuant les òrbites se Saturn o Júpiter haurien estat segurament enviats en trajectòries hiperbòliques ejectant-los del sistema solar. Aquests cossos haurien estat escombrats pels gegants gasosos i probablement acretats a planetes més grans o llençats a òrbites cometàries.
A pesar de la problemàtica del model de la seva formació, s'ha observat molts candidats a planetes de glaç orbitant altres estrelles des del 2004. Això indicaria que són força comuns en la Via Làctia.

### Migració
Tenint en compte els desafiaments orbitals que patirien els protoplanetes de 20 ua o més, una solució simple seria que els gegants de gel es formaren entre les òrbites de Júpiter i Saturn abans de ser expulsats a les seves òrbites actuals.

### Inestabilitat del disc
La inestabilitat gravitatòria del disc protoplanetari podria produir alguns protoplanetes de gas gegants fins a una distància de 30 ua. Regions de densitat lleugerament més elevada al disc podrien conduir a la formació de cúmuls que podrien col·lapsar fins a densitats planetàries. Un disc amb una inestabilitat gravitatòria marginal podria donar lloc a protoplanetes entre 10 i 30 ua en mil anys. Això és un espai de temps molt més curt dels 100.000 fins a 1 milió d'anys que caldria per produir protoplanetes per acreció del nucli del núvol i podria ser viable inclús en discs amb vida més curta, que existirien només uns pocs milions d'anys.
Un problema amb aquest model és determinar que mantingué el disc estable abans de la inestabilitat. Hi ha diferents mecanismes que permeten que succeeixi una inestabilitat gravitatòria durant l'evolució del disc. Un encontre amb una altra propoestrella propera proporcionaria una empenta gravitatòria a un disc que d'altra forma seria estable. Un disc evolucionant magnèticament és possible que tingui zones magnèticament mortes, a cause dels graus d'ionització variable, on la massa en moviment a causa de les forces magnètiques podria apilar, i convertir-lo en inestable gravitatòriament. Un disc protoplanetari podria simplement acretar matèria lentament, causant uns relativament curts períodes d'inestabilitat gravitatòria marginal i esclats de recollida de massa, seguits de períodes on la densitat superficial s'enfonsa per sota del que caldria per mantenir la inestabilitat.

#### Fotoevaporació
Les observacions de la fotoevaporació de discs protoplanetaris al cúmul del Trapezi de la radiació ultravioleta extrema emesa per θ¹ Orionis C suggereix un altre possible mecanisme per la formació de gegants de glaç. Molts protoplanetes gegants de gas de la massa de Júpiter podrien haver-se format ràpidament a causa de la inestabilitat del disc abans que la major part del seu embolcall d'hidrogen s'hagi dispersat degut a la intensa radiació ultravioleta extrema provinent d'una estrella massiva propera.
En la nebulosa de la Quilla, els fluxos de radiació ultravioleta extrema són aproximadament 100 vegades més grans que en el Trapezi de la nebulosa d'Orió. Els discos protoplanetaris estan presents en les dues nebuloses. Els fluxos més alts de radiació ultravioleta extrema fan més possible la formació de gegants de glaç. La radiació ultravioleta extrema més forta incrementaria la retirada del l'embolcall de gas dels protoplanetes abans que poguessin col·lapsar-se prou per a resistir majors pèrdues.

## Característiques
Els planetes gegants de glaç representen una de les dues categories fundamentals de planetes gegants presents al Sistema solar. L'altre grup són els gegants gasosos que estan compostos per més d'un 90% d'hidrogen i heli. El seu hidrogen es pensa que s'estén fins al petit nucli rocós, on lel catió dihidrogen es converteix en hidrogen metàl·lic sota les pressions extremes de centenars de gigapascals (Gpa).
Els gegants de glaç estan principalment compostos d'elements més pesants, si tenim en compte l'abundància dels elements en l'univers és més probable trobar oxigen, carboni, nitrogen, i sofre. Els gegants de glaç també tenen una cobertura d'hidrogen tot i que força més petita i representa menys del 20% de la seva massa. El seu hidrogen mai no arriba a les profunditats que cal perquè la pressió creï hidrogen metàl·lic. No obstant, aquests embolcalls limiten l'observació dels seus interiors, cosa que limita també la informació sobre la seva evolució i composició.

### Atmosfera
Les capes exteriors gasoses dels gegants de glaç exhibeixen fenòmens que presenten algunes similaritats als dels gegants gasosos. Això inclou vents equatorials de gran velocitat i llarga duració, vòrtex polars, patrons de circulació a gran escala i processos químics complexos conduïts per la radiació ultraviolada superior i barrejada amb l'atmosfera més baixa.
L'estudi dels patrons atmosfèrics dels gegants de glaç també dona una visió de la física atmosfèrica. La seva composició promociona diferents processos químics i reben força menys llum solar en les seves òrbites distants que qualsevol altre planeta del sistema solar (incrementant la rellevància de l'escalfament intern en el patrons del temps atmosfèric).
La característica visible més gran de Neptú és la recurrent Gran Taca Fosca. Es forma i es dissipa cada pocs anys, a diferència de la Gran Taca Vermella de Júpiter, que persisteix durant segles. Neptú emet la calor interna més gran per unitat de llum solar absorbida, una ràtio d'aproximadament 2,6. Saturn, el següent emissor més gran, només presenta una ràtio d'1,8 i Urà emet la més petita, deu vegades menys que Neptú. Es creu que aquest fet podria estar relacionat a la seva extrema obliqüitat de 98º. Això causa els seus patrons estacionals tan diferents dels altres planetes del sistema solar.
Encara no hi ha models complets que expliquin les característiques atmosfèriques observades en els gegants de glaç. El coneixement d'aquestes característiques ajudaria a entendre el funcionament general de l'atmosfera dels planetes gegants. i, per tant, serviria per predir l'estructura atmofèrica i el comportament dels exoplanetes gegants descoberts molt a prop de les seves estrelles hostes (planetes pegasians) i els exoplanetes amb masses i radis entre els planetes gegants i els planetes terrestres del sistema solar.

### Interior
A causa de les seves grans mides i baixes conductivitats tèrmiques, les pressions de l'interior planetari varien fins a centenars de GPa i les temperatures fins milers kèlvins (K).
El març del 2012, es trobà que la compressibilitat de l'aigua que s'usava en els models de gegants de glaç podria variar en quasi un terç In March 2012. Aquest valor és important per als models de gegants de glaç, i té un efecte dominó en la seva comprensió.

### Camps magnètics
Els cmaps magnètics d'Utà i Neptú són inusualment desplaçats i inclinats. Les forces del seu camp estan entremig de les dels planetes gegants gasosos i els tel·lúrics, sent 50 i 25 vegades les de la Terra respectivament. Els seus camps magnètics es pensa que s'originaren en un mantell de gel desfet convectiu ionitzat.